# Leioproctus wahlenbergiae
Leioproctus wahlenbergiae là một loài Hymenoptera trong họ Colletidae. Loài này được Michener mô tả khoa học năm 1965.

## Hình ảnh

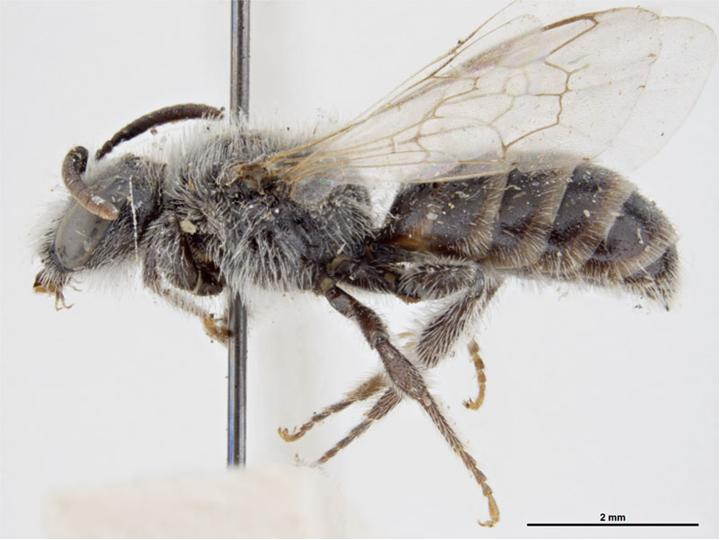